# Amazona albifrons
El loro frente blanca (Amazona albifrons), también llamado amazona frentiblanca o cotorro de frente blanca, es una especie de ave psitaciforme de la familia Psittacidae endémica de América Central. Se distribuye desde el norte de México hasta el oeste de Costa Rica. Mide de 25 a 29 cm; es verde con la frente blanca (de ahí su nombre común) y corona azul. Utiliza una amplia gama de hábitats. Está sujeta a protección especial (Pr) por la NOM-059-SEMARNAT-2010 y como preocupación menor (LC) por la Lista Roja de la UICN, aunque un número notable de poblaciones disminuyó por la deforestación y el tráfico de mascotas.

## Apariencia
A pesar de que el loro frente blanca tiene un tamaño promedio cuando se le compara al resto de loros, es relativamente más pequeño cuando se le compara a otros pertenecientes al género Amazona. Esta especie se desarrolla hasta alcanzar, en la madurez, una talla típica de solo 22 a 26 cm. Su tamaño de Cuerda alar: 34.57 mm, Largo del pico: 3.26 mm, Peso: 180-240 g. Recibe su nombre por la mancha blanca brillante que se le observa en la frente, a pesar de que la cantidad de blanco varía de un individuo a otro. Tienen plumaje verde en todo el cuerpo, con un anillo rojo alrededor de los ojos (en algunos individuos forma casi una “máscara”) y plumas azules visibles al desplegar las alas y detrás de la mancha blanca de la frente.
A diferencia de otras especies de loros, el loro frente blanca se puede distinguir entre macho y hembra, ya que los machos presentan plumas color rojo brillante en el álula, mientras que las hembras tienen el álula verde o blanco. Esta especie se divide en tres subespecies diferenciadas por cambios menores de color: el loro frente blanca (A. a. albifrons), el loro frente blanca menor (A. a. nana) y el loro frente blanca de Sonora (A. a. saltuensis). Como la mayoría de los loros mayores, el loro frente blanca tiene un período de vida bastante largo, comúnmente alrededor de 60 años o más.

## Distribución

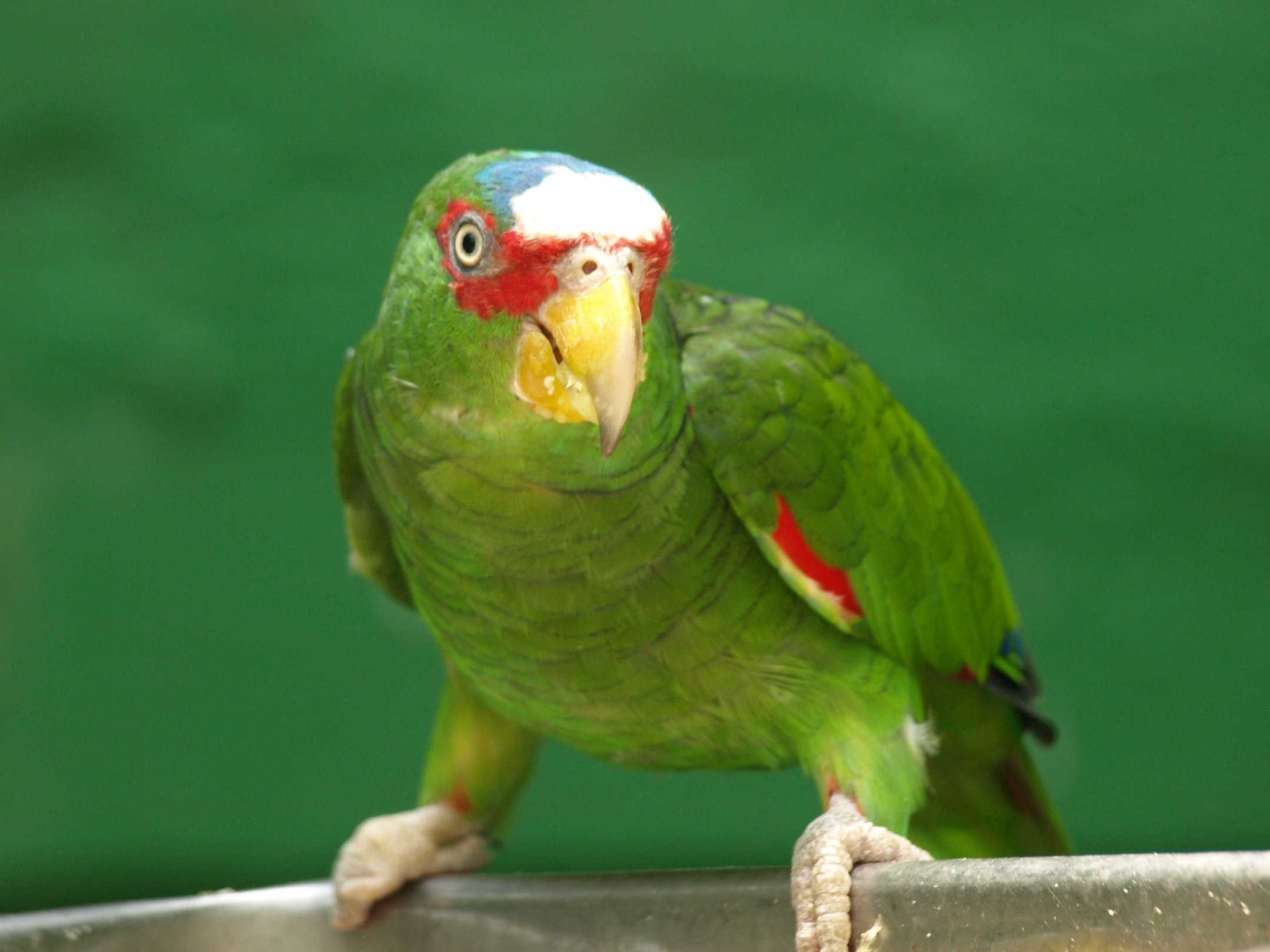
Loro frente blanca, vista frontal.

El loro frente blanca es nativo de América Central y el sur de México; es comúnmente visto en bandadas de hasta veinte individuos. Se les puede observar en diferentes hábitat desde regiones húmedas como bosques lluviosos, hasta áreas secas como sabanas de cactus. En vida libre, no suelen ser tímidos y comúnmente la gente puede acercárseles. Las parvadas pueden congregarse, existiendo reportes de agrupaciones formadas por varios cientos de individuos. Estos grupos pueden incluir parvadas de otras especies como el loro cariamarillo (Amazona autumnalis.

## Reproducción

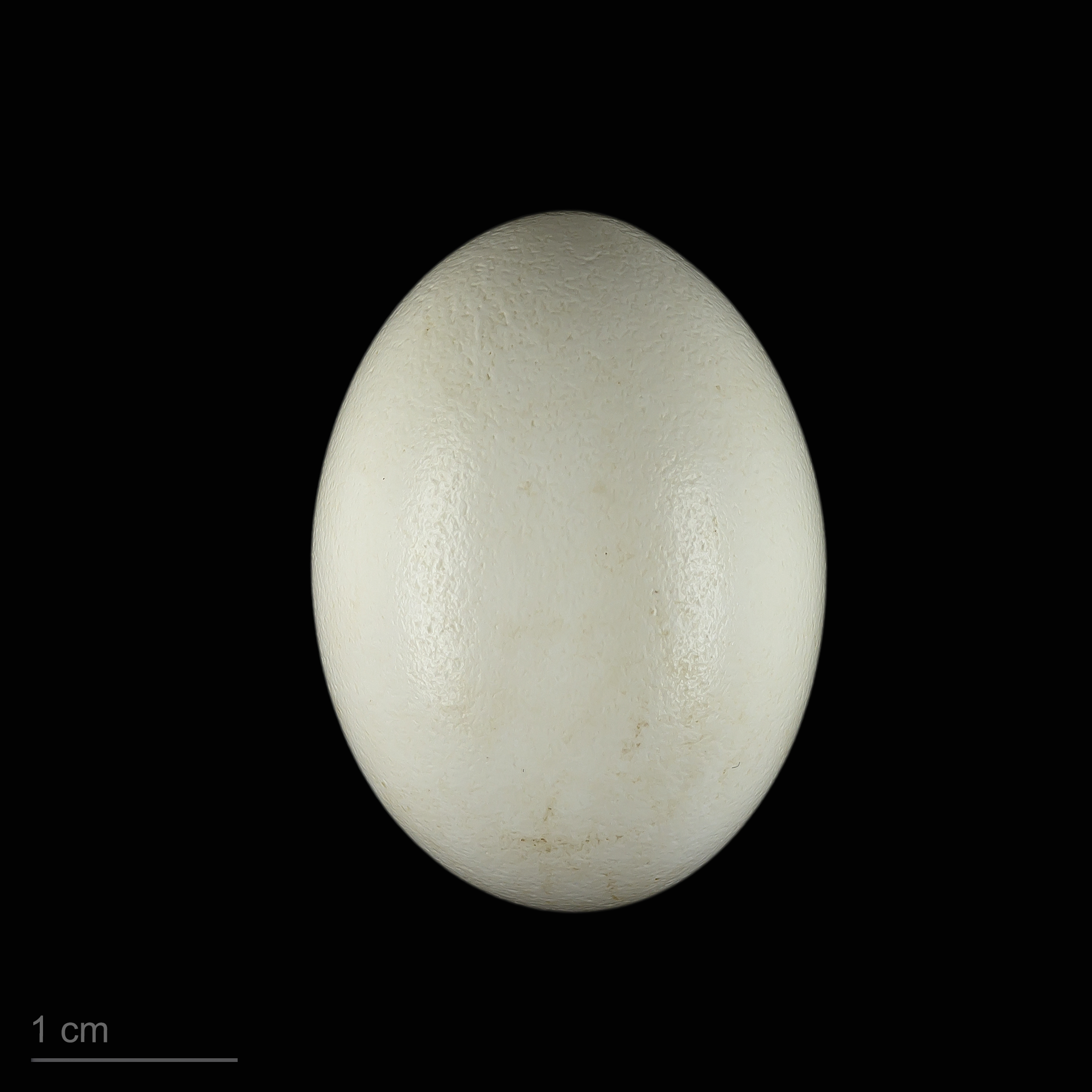
Amazona albifrons - MHNT

La época de reproducción es usualmente durante la primavera, iniciando en febrero y finalizando en verano (entre junio y julio en la mayoría de las áreas). Luego del apareamiento, la hembra ovipositará en promedio tres o cuatro huevos, que serán incubados por 24 a 36 días. Los pichones abandonan el nido a la edad de 10 a 12 semanas.

## Amenazas
De acuerdo con la Unión Internacional para la Conservación de la Naturaleza, el loro frente blanca está catalogado como especie bajo preocupación menor; sin embargo, presenta serias amenazas debido al comercio ilegal como mascota, y a la destrucción de su hábitat. En México, la adquisición de este loro como mascota es ilegal.